# Vetlanda BK

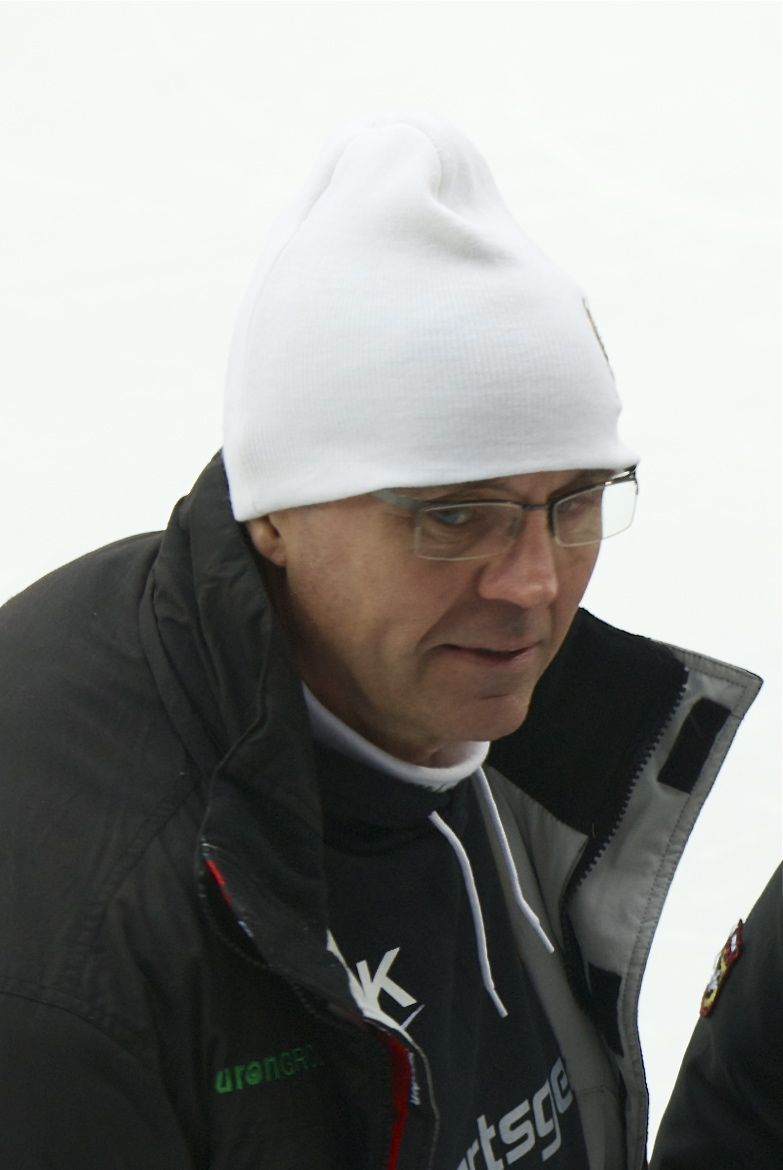
Stefan Karlsson, ancien joueur de bandy et entraîneur-chef du Hammarby Bandy en 2012.

Vetlanda BK est un club de bandy basé à Vetlanda en Suède et formé 1945.

## Palmarès
- Championnat de Suède de bandy masculin (3)
  - Champion : 1986, 1991, 1992[1]